# Rafael Dudamel
Rafael Édgar Dudamel Ochoa (San Felipe, Yaracuy, 7 de enero de 1973) es un exfutbolista, entrenador y comentarista deportivo venezolano. Actualmente es director técnico del Deportivo Pereira de la Categoría Primera A de Colombia..Luego de retirarse en el año 2010, comienza su formación como entrenador. Dirigiría a la Sub-17 de Venezuela desde el 10 de mayo de 2012 hasta noviembre de 2013, a la Sub-20 de Venezuela desde el 17 de agosto de 2015 hasta el 15 de agosto del 2019 y a la selección mayor desde el 1 de abril de 2016 hasta el 2 de enero del 2020. Se desempeñaría también como comentarista de Gol Caracol, durante partidos de las Eliminatorias Sudamericanas a la Copa Mundial de Fútbol de 2022.
Se le considera uno de los futbolistas más importantes de la historia de la selección venezolana. De igual manera fue reconocido a nivel internacional como un arquero importante en la historia del fútbol de su país por sus buenos reflejos y desempeño, siendo referencia del futbolista venezolano en el exterior y de los primeros en consagrarse internacionalmente fuera de su país.
Tuvo sus años como arquero en equipos venezolanos ya extintos como el Atlético Zulia, el Unión Atlético Maracaibo y el ULA-Mérida FC, y en clubes de recorrido en el fútbol venezolano como el Deportivo Táchira y el Estudiantes de Mérida. Siempre destacó como líder en sus equipos, especialmente en Colombia, jugando para el América de Cali, el Deportivo Cali, el Cortuluá, Millonarios, Atlético Bucaramanga y Santa Fe este último club de Bogotá.
A nivel de clubes como jugador o entrenador conseguiría campeonatos en las ligas de Venezuela, Colombia y Sudáfrica, también participaría en competiciones internacionales, siendo subcampeón en la Copa Libertadores y ganando también una Copa Merconorte. Como entrenador con la Selección de fútbol sub-17 de Venezuela clasificaría a la Copa Mundial de Fútbol Sub-17 de 2013, y con la Selección de fútbol sub-20 de Venezuela lograría un subcampeonato en la Copa Mundial de Fútbol Sub-20 de 2017, y posiciones en cuartos de final en la Copa América 2016 y la Copa América 2019, con la Selección mayor de fútbol de Venezuela.

## Trayectoria como jugador

### Primeros añosULA FC(1988-1994)
Rafael Dudamel nació en San Felipe, su infancia y juventud transcurrió entre Yaracuy, Lara y Mérida, este último un estado que contaba con uno de los equipos de fútbol nacional más queridos para la época, Universidad de Los Andes Fútbol Club. Un día un grupo de jóvenes están jugando "una caimanera" en una de las canchas del estadio Lourdes. Al profesor y entrador de las categorías menores de la ULA, exjugador del Estudiantes de Mérida, llamado "Mono Rivas", vio el potencial y logro de sus padres que ingresara al equipo. Este fue el primer club de liga de primera división para el que forma parte en Venezuela, con el cual debutó en el año 1988. Con ULA Mérida, como también es conocido el club, consiguió su primer campeonato de Primera División de Venezuela en la edición correspondiente a 1990/1991.
Su mejor racha fue de 799 minutos sin recibir un gol con el ULA FC en 1991.

### Atlético Huila(1994)
El primer equipo que le da la oportunidad fuera de Venezuela fue el Club Deportivo Atlético Huila, por el que haría unas breves pasantías en el fútbol colombiano a inicios de 1994.

### El Vígia(1994-1995)
Regresaría al fútbol local de Venezuela, para una temporada con El Vigía Fútbol Club, nuevamente en el Estado Mérida.

### Independiente Santa Fe(1995-1997)
Con Independiente Santa Fe, el segundo club colombiano en su carrera, participó en la Copa Conmebol 1996, jugando en semifinales contra el Vasco Da Gama de Brasil y en definición de penales ganó el Santa Fe 6-5. La final fue contra el Lanús de Argentina contra los cuales perdieron el partido de ida 2-0, y ganaron el de vuelta 0-1, quedando el marcador global en 2-1 a favor del Lanús, dejando al Santa Fe como subcampeones del torneo. En Santa Fe lo apodaron como "San Rafael".

### Atlético Zulia(1997-1998)
Dudamel vuelve a la primera División del fútbol venezolano para jugar con el Atlético Zulia Fútbol Club en el año 1998. Allí estuvo bajo la dirección del Serbio Ratomir Dujkovic, quien fue DT de la Selección Nacional de Venezuela para las eliminatorias mundialistas de 1994 y llevara luego a la Selección Nacional de Ghana al Mundial de Fútbol Alemania 2006. Con el Atlético Zulia fue nuevamente campeón absoluto de la Primera División de Fútbol Venezolano derrotando en la final a Estudiantes de Mérida, dirigidos por el Dr Richard Páez, quien luego sería su DT en la Vinotinto.
El equipo también participó en la Copa Pre Libertadores 1998, donde disputaban un cupo a la Copa Libertadores de 1998. El equipo jugó 2 partidos y recibió 6 goles, quedando de últimos sin poder clasificar a la Copa Libertadores 1998. Dudamel jugó los 180 minutos completos.

### Quilmes(1998)
Llegó al fútbol argentino de la mano del Quilmes Atlético Club, que para la fecha militaba en la liga Nacional B. Jugó 17 partidos con el club en total y logró marcar un gol de penal a Deportivo Italiano. Su estadía fue breve por volver al fútbol colombiano.

### Deportivo Cali(1998-2001)
Regresa al fútbol colombiano debutando con el club el 17 de septiembre directamente en la Copa Merconorte del año 98, siendo protagonista desde el primer momento, disputando en la misma 8 partidos, manteniendo su arco sin goles en tres partidos. El equipo quedó de primero en la tabla y disputó la final contra el Atlético Nacional, quienes se quedarían con el título.
En su primer semestre con el club consiguió el título de la liga colombiana, derrotando al Once Caldas 4-0 en la ida y en el partido de vuelta se erigió figura al mantener su arco sin goles. 
En el 99 disputaría con el club la Copa Libertadores 1999, jugando 13 partidos, 5 de ellos manteniendo su arco sin goles, recibió 16 goles y jugó 1151 minutos en la copa. Disputaron la final de la copa contra el Palmeiras de Brasil, definiéndose en penales, de los cuales Dudamel cobraría y convertiría el primero por su equipo. El Palmeiras se quedaría con el título. Así, Dudamel se convirtió en el primer jugador de fútbol venezolano en disputar una final de Copa Libertadores.
Luego en el 2001 volvió a disputar la Copa Libertadores 2001 pero el equipo no consiguió mayores resultados. Allí jugó 6 partidos y recibió 8 goles.

### Millonarios(2001-2002)
Al finalizar su contrato con Deportivo Cali, se queda en Colombia pero esta vez con el Millonarios Fútbol Club. Con el equipo disputó la Copa Merconorte 2001, jugando 7 partidos, recibiendo 11 goles en ellos. Mantuvo su arco sin goles en un partido y jugó 690 minutos en la copa. El equipo quedó de primero en la tabla con 12 puntos. Las semifinales contra el Necaxa de México se decidieron en penaltis y Dudamel detuvo uno de los cobros, avanzando el equipo hasta la final. El Emelec de Ecuador fue el contrincante en la final y esta también se definió en penaltis, de los cuales Dudamel detuvo 2, consiguiendo así el campeonato internacional.

### Unión Atlético Maracaibo
Con el UA Maracaibo participó en la Copa Libertadores 2004 disputando 6 partidos, encajando 14 goles, jugando 540 minutos y recibiendo 2 tarjetas amarillas, quedando de segundos disputando el partido para los mejores segundos, siendo eliminados sin poder clasificar a los octavos de final.

### Cortuluá
El 1 de agosto de 2004 debutó con el Cortuluá en el Torneo Finalización 2004 en la jornada 1 contra el Millonarios Fútbol Club con victoria de 1-0, disputando los 90 minutos sin recibir gol.
En total en el Torneo Finalización 2004 disputó 17 partidos recibiendo 19 goles y dejando en 5 partidos su portería sin goles jugando 1530 minutos.

### Deportivo Táchira
El 11 de diciembre de 2004 Dudamel se pondrá la camiseta del Deportivo Táchira en el próximo Torneo Clausura 2005 y en la Copa Libertadores 2005, y así comienza la renovación en la plantilla de jugadores en el cuadro aurinegro, contratando al portero venezolano de mejor actuación en el momento.
Con el Deportivo Táchira FC participó en la Copa Libertadores 2005 disputando 4 partidos, recibiendo 11 goles y jugando 360 minutos, quedando de últimos sin poder clasificar a los octavos de final.

### Mamelodi Sundowns
Dudamel llegó a Sudáfrica en el año 2005 firmando con el Mamelodi Sundowns el 22 de julio por 2 años. En la temporada 2005/2006 el equipo consigue el campeonato de la liga Castle Premiership, convirtiéndose así en el primer futbolista venezolano en conseguir un campeonato de liga en 2 continentes diferentes.

### Estudiantes de Mérida(2007)
Para la temporada 2006-07 en la Segunda División retorno al equipo aportando 3 goles de penalti ante Unión Lara FC, Estrella Roja FC y Atlético El Vigía FC quedado cerca de conseguir el ascenso.

### América de Cali
El 2 de junio de 2007 Dudamel retorna al fútbol colombiano junto con su compañero de la selección venezolana Jorge Alberto Rojas.
El 22 de julio de 2007 debutó con el América de Cali en el Torneo Finalización 2007 en la jornada 1 contra el Boyacá Chicó Fútbol Club con derrota de 1-2, disputando los 90 minutos y recibiendo 2 goles.
El 5 de octubre de 2007 Dudamel salió lesionado en la sesión de entrenamiento cuando salió a cortar un tiro de esquina y estaría fuera de las canchas por no menos de 7 meses. Una grave lesión en la rodilla derecha fue la causa. La lesión sufrida en la rodilla derecha ameritaría cirugía, lo que obligó al yaracuyano a estar alejado de las canchas durante un largo período. El 12 de octubre de 2007, Dudamel fue intervenido quirúrgicamente por una reconstrucción del ligamento cruzado.
El 9 de junio de 2008 se terminó de recuperar de su lesión y volvió al terreno de juego en los próximos días.
En total en el Torneo Finalización 2007 disputó 11 partidos recibiendo 11 goles y dejando en 4 partidos su portería sin goles jugando 990 minutos.
El 31 de julio de 2008 debutó en la Copa Sudamericana 2008 en la fase preliminar contra el Unión Atlético Maracaibo con resultado de 0-0, disputando los 90 minutos y dejando su portería a cero.
En total en la Copa Sudamericana 2008 disputó 1 partido de titular, sin encajar goles, jugando 90 minutos. En total en el Torneo Finalización 2008 disputó 1 partido, recibiendo 1 gol y jugando 90 minutos.
El 4 de agosto de 2008 empezó a sonar en las agendas del Club Atlético Peñarol como la primera oferta seria y de renombre que llega a la puerta del meta. Fuentes cercanas al club uruguayo develaron que el nombre de Dudamel suena de manera muy seria en los pasillos carboneros y según varios medios foráneos, el cuerpo técnico habría dado el “Ok” a la llegada del yaracuyano.
El 29 de agosto de 2008 anunció su renuncia al América de Cali para atender una oferta del Estudiantes de Mérida de su país. "Umaña había hablado de una rotación que al final no se está dando, debido al buen momento que tiene Berbia, declaró Dudamel al programa de radio La Banda Deportiva, de la ciudad de Cali. Dudamel dijo que la decisión de renunciar fue tomada junto a su familia. "Es una decisión de tipo familiar, ya que tengo que velar por la estabilidad de un hogar y si no tengo continuidad es casi imposible que mis hijas estén bien".

### Estudiantes de Mérida

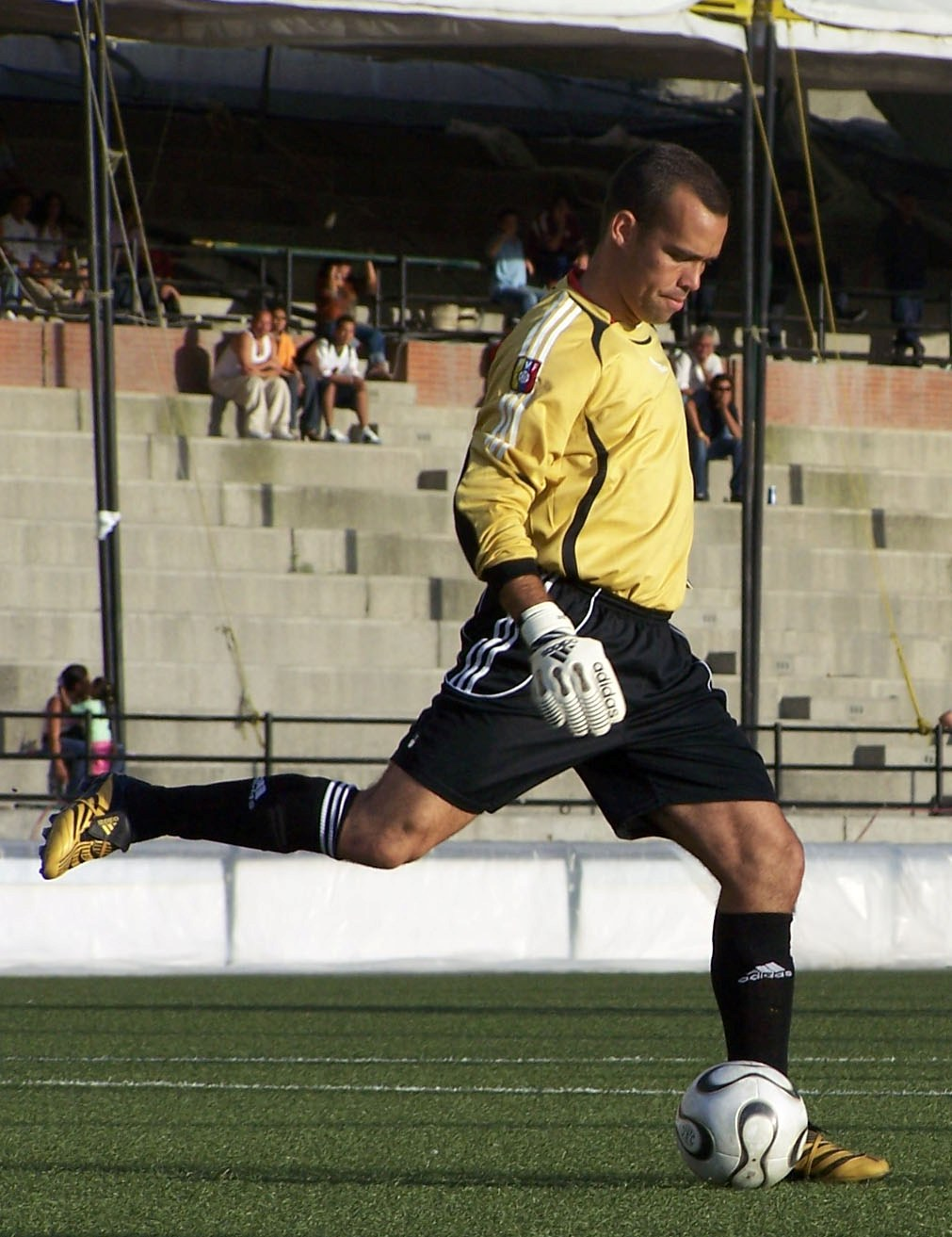
Dudamel en su paso por Estudiantes de Mérida en 2007.

En septiembre vuelve al Estudiantes de Mérida tras su renuncia con el América de Cali.
El 17 de septiembre de 2008 debutó en la Copa Venezuela de Fútbol 2008 en los octavos de final en el partido de ida contra el Policía de Lara FC con victoria de su equipo 1-0, disputando los 90 minutos.
En total en la Copa Venezuela de Fútbol 2008 disputó 5 partidos, recibiendo 5 goles, parando un penalti, dejando su portería a cero en un partido, jugando 450 minutos, recibiendo 1 amarilla, quedando subcampeones perdiendo la final contra el Deportivo Anzoátegui.

## Trayectoria como entrenador

### Estudiantes de Mérida(2010-2011)
El debut de Dudamel en el banquillo se da con el club de primera división del fútbol venezolano Estudiantes de Mérida, cargo al que fue asignado oficialmente el lunes 17 de mayo de 2010 (después de varios rumores), en una rueda de prensa en el Estadio Metropolitano de Mérida. Su experiencia al mando del club culminaría a principios del año 2011 en medio de una fuerte crisis económica que afectó seriamente el rendimiento de los jugadores, estando a punto de descender el club a la segunda división en la liga local venezolana.

### Selección Venezuela Sub-17(2012-2013)
En una rueda de prensa dada el jueves 10 de mayo de 2012, fue nombrado seleccionador nacional de Venezuela en la categoría sub-17 por el entonces Seleccionador Nacional César Farías. Se le encomendó la misión de dirigir a la selección en el Campeonato Sudamericano Sub-17 de 2013, contando con aproximadamente 10 meses para preparar a la misma, tiempo en el que realizó cerca de 20 módulos previos de trabajo en distintos lugares del país.
Formó una selección ordenada tácticamente y muy compacta, apostando por un sistema de juego 3-5-2 con 3 defensores, 3 mediocampistas, 2 carrileros y 2 delanteros, algo poco común en un seleccionado venezolano. La formación dio resultados, ya que la selección debutó con una victoria ante la selección de Ecuador y logró avanzar al hexagonal final como tercero de su grupo, por detrás de la selección de Paraguay, y la de Argentina. En el hexagonal final, la selección venezolana se destacó obteniendo un histórico subcampeonato como resultado de 2 juegos ganados 3 empatados y 0 perdidos, sumando 9 puntos y quedando empatada con el campeón del certamen: la selección de Argentina, quedando en segundo lugar por la diferencia de goles y el tercer lugar fue para Brasil. La actuación final en el torneo fue de 3 victorias, 6 empates y una única derrota frente a la selección campeona de Argentina en la fase de grupos, convirtiéndose en la mejor actuación para un equipo venezolano en una competición oficial hasta ese momento, consiguiendo de esta manera y por primera vez un cupo a la Copa Mundial de Fútbol Sub-17 de 2013, convirtiéndose así Dudamel en el 4° entrenador en llevar a una selección venezolana a un mundial FIFA y en el primero en obtener un título de la Conmebol.
La participación de aquella sub-17 dirigida por Dudamel tuvo debut le día 18 de octubre en la Copa Mundial de Fútbol Sub-17 de 2013, donde lastimosamente no contó con tanta suerte como con su participación en el suramericano, compartiendo el Grupo D del certamen con las selecciones de Túnez, Japón y Rusia contra las cuales cayó 2-1, 3-1 y 0-4 respectivamente, quedando de último lugar en el grupo sin conseguir puntos y solamente convirtiendo 2 goles, quedando también en la posición 21 global del torneo entre 24 participantes.

### ACD Lara(2013-2015)
El 18 de diciembre de 2013, mediante una rueda de prensa fue presentado Rafael Dudamel como el director Técnico del ACD Lara para formar parte de un proyecto de reestructuración del club, el cual había venido desempeñando una campaña coqueteando con los últimos lugares de la tabla de clasificación, siendo así el designado para conducir al club en el torneo clausura 2014 de la primera división venezolana. El trabajo con el ACD Lara siempre fue en ascenso, escalando posiciones en la tabla y logrando buenos resultados con un plantel caracterizado por ser el más joven del torneo, sin embargo se presentó un percance a mediados de torneo, en el cual Dudamel puso su cargo a la orden de los directivos del Club luego de que la liga determinó la alineación indebida de uno de sus jugadores, descalificando así al Club de la Serie Pre-Copa Sudamericana.
Sin embargo, Dudamel siguió al frente del ACD Lara durante el torneo apertura 2014 y clausura 2015, renovando su contrato en junio del año 2015 luego de obtener el quinto lugar en el torneo clausura 2015 y llegando a la final de la Copa Venezuela 2015, perdiéndola frente a la oncena del Deportivo La Guaira Fútbol Club. Dudamel continuaría con el Club durante el Torneo Adecuación 2015 finalizando en 8.º lugar en la tabla, pudiendo así participar en la liguilla u octavos de final, donde el ACD Lara cayó nuevamente ante el Deportivo La Guaira.

### Selección Venezuela Sub-20(2015-2019)
Luego de algunos rumores al respecto, el día 17 de agosto del año 2015 en una rueda de prensa llevada a cabo por el entonces Seleccionador Nacional Noel Sanvicente y el presidente de la Federación Venezolana de Fútbol, Laureano González, fue presentado Rafael Dudamel como entrenador de la selección nacional masculina sub-20, función que desde ese momento compartiría con la dirección del ACD Lara hasta el final de la temporada en curso de ese año.
Dudamel fue asignado para preparar a la Sub-20 con miras a disputar el Sudamericano Sub-20 2017 y buscar la clasificación a la Copa Mundial de Fútbol Sub-20 en Corea del Sur. Para ello, la primera fase de preparación contó con 8 módulos de observación y preselección de jugadores, los cuales se llevaron a cabo en la ciudad natal de Dudamel, San Felipe, Estado Yaracuy en el Polideportivo Florentino Oropeza entre el 31 de agosto y el 4 de septiembre del año 2015. Posteriormente, se realizarían módulos de selección y desarrollo entre los meses de enero y junio del año 2016 para continuar con la etapa de consolidación y perfeccionamiento entre junio y diciembre del mismo año.
Luego de todo el trabajo realizado, la sub-20 parte al Sudamericano Sub-20 2017 en Ecuador, donde comparte el Grupo B con Uruguay, Perú, Bolivia y Argentina, cuyos partidos culminaron 0-0, 1-1, 0-0, 0-0 respectivamente, obteniendo el pase al Hexagonal final como tercero de grupo con 4 puntos empatados con Bolivia, donde la diferencia de goles (0 para Venezuela, -5 para Bolivia) fue determinante para lograr la clasificación. Ya en el hexagonal final, toca disputar partidos contra Colombia terminando en empate 1-1, luego contra Ecuador obteniendo su primera victoria en el torneo con resultado 2-4, posteriormente Brasil obteniendo su primera derrota del torneo por 1-0, caracterizándose el partido por un arbitraje polémico ante lo cual se presume fue suspendido Dudamel y algunos integrantes del cuerpo técnico por Conmebol ante unas declaraciones ofrecidas luego del partido. Luego la selección se enfrentó a Uruguay obteniendo su segunda victoria con marcador de 0-3 y el último partido fue contra Argentina perdiéndolo con marcador 2-0. En el global del hexagonal, Uruguay obtuvo 12 puntos, Venezuela obtuvo 7 puntos al igual que Ecuador y Argentina, pero por diferencia de goles (Ecuador:3, Venezuela:2, Argentina: -3) obtendría el tercer lugar del campeonato, quedándose así con la medalla de Bronce (2.ª vez en la historia de la Sub-20) y con un cupo a la Copa Mundial de Fútbol Sub-20. De esta manera, Dudamel se convierte en el primer Director Técnico Venezolano en obtener 2 títulos de Conmebol y también en el primero en Clasificar a 2 Selecciones Nacionales (Sub-17 y Sub-20) a una Copa Mundial de Fútbol.
Ya en la Copa Mundial de Fútbol Sub-20 disputada en Corea del Sur, Venezuela compartió el Grupo B con las selecciones sub-20 de Alemania, Vanuatu y México obteniendo victoria en los 3 partidos con marcadores 2-0, 7-0 y 0-1 respectivamente, quedando así primera de grupo con puntuación perfecta, con 10 goles marcados y ni un solo gol recibido. Ya en octavos de final le tocó jugar contra la selección de Japón, quienes fueron el segundo mejor tercero de la primera fase, terminando el encuentro 1-0 a favor de Venezuela en un partido que se definió en tiempo extra. En cuartos de final jugaron contra Estados Unidos, definiéndose también en tiempo extra a favor de Venezuela con marcador de 2-1, recibiendo así el primer gol en la copa. En las semifinales se enfrentan a la selección de Uruguay, partido que comienza perdiendo Venezuela pero que empata en el tiempo añadido (90+1) con el cobro de un magistral tiro libre de Samuel Sosa, así el partido se va a tiempo extra y se define en Penales, en los cuales gana Venezuela 3-4 gracias a 2 tapadas del Portero Wuilker Fariñez, así Venezuela se vuelve finalista. El partido final contra Inglaterra culmina en los 90 minutos con un 0-1 a favor de Inglaterra, en un partido de ida y vuelta donde los ingleses dominaron el primer tiempo y el segundo fue dominado por Venezuela, pudiendo incluso empatar el partido en más de una oportunidad.
De esta manera, es primera vez en la historia del fútbol venezolano que una selección del país logra ser finalista en una copa mundial de la categoría FIFA, obteniendo así por primera vez el segundo lugar y sus respectivas medallas de plata, convirtiéndose también Dudamel en el primer DT venezolano en conseguir un título FIFA.

### Selección Venezuela(2016-2020)
El viernes 1 de abril de 2016 fue nombrado director técnico de la selección absoluta de Venezuela, luego del traspié en las eliminatorias al mundial de Rusia 2018, y luego de 6 fechas de dicha competición y tan solo 1 punto ganado, marchando último en la tabla de posiciones y hasta este día dirigida por Noel "Chita" Sanvicente.
El oriundo de Yaracuy, logró clasificar a cuartos de final a la selección venezolana en la Copa América 2016 que se disputó en Estados Unidos, en lo que fue su primer gran compromiso internacional como seleccionador de La Vinotinto.
En la Copa América 2019, pudo llegar hasta los cuartos de final por segunda vez consecutiva, perdiendo contra Argentina 2 a 0.
A principios del año 2020, decide renunciar la dirección de la selección de fútbol como consecuencia de varias diferencias personales y políticas con la directiva de la FVF de ese entonces.

### Atlético Mineiro(2020)
El sábado 4 de enero de 2020 fue anunciado como Director Técnico del Clube Atlético Mineiro de la Primera División de Brasil. El Jueves 27 de febrero de 2020 fue cesado como DT tras las eliminaciones en la Copa de Brasil y Copa Sudamericana a pesar de tener 4 victorias, 3 empates y 3 derrotas en 10 partidos que dirigió con el club.

### Universidad de Chile(2020-2021)
El día jueves 5 de noviembre del 2020 fue fichado como DT del club chileno, después de meses de inactividad y rumores que lo posicionaban en clubes de Colombia, Ecuador y Perú sin contar que también fue rumoreado para algunas selecciones nacionales de América Central y Asia.
En el elenco chileno centra su estructura táctica en afirmar la defensa para obtener más posesión del balón y generar mejores oportunidades de peligro. A pesar del poco tiempo de trabajo y las conflictivas circunstancias con algunos referentes del club, logra finalizar el campeonato de Primera División de Chile 2020 lejos de lugares de descenso directo y clasificado a la Copa Libertadores 2021 como Chile 3. Finalmente, es ratificado por la dirigencia como entrenador por todo el 2021 al mando del equipo.
En abril de 2021, se conoció la noticia que el entrenador venezolano incumplió las medidas decretadas por el Gobierno Chileno y la ANFP, concretando reuniones clandestinas con su cuerpo técnico y el plantel de jugadores en su residencia, en momentos que este tipo de reuniones se encontraban absolutamente prohibidos ya que gran parte del país se encontraba en confinamiento total debido a la pandemia del COVID-19. Cabe destacar que en el momento que Dudamel organizó estos encuentros el país atravesaba el peor momento de la lucha contra la enfermedad, acumulando miles de contagios y cientos de fallecidos diarios. Esta situación generó molestia en los hinchas, el directorio del Club y comenzó a meditarse la posibilidad de suspender indefinidamente el campeonato nacional del fútbol chileno.
En junio de 2021 se confirmó su salida del club luego de una seguidilla de malos resultados.

### Deportivo Cali(2021-2022)
El 7 de septiembre confirmaría como nuevo entrenador del equipo azucarero, generando una gran satisfacción e ilusión en la hinchada por su tan recordada etapa como arquero del conjunto azucarero. El 22 de diciembre se consagró campeón de Liga, el Cali derrotó al Deportes Tolima con un global de 3-2 en la final.
Sin embargo el día 1 de junio del año 2022, la directiva decide rescindir su contrato debido a discrepancias latentes con su cuerpo técnico.

### Necaxa (2023)
El 16 de mayo de 2023, el Necaxa de México anunció a Dudamel como su nuevo director técnico. Sin embargo, tras malos resultados en la Liga MX, el 27 de agosto, luego de perder 1-0 vs Querétaro FC La directiva de Necaxa anuncia la salida de Rafael Dudamel tras 6 Juegos de Liga MX y Leagues Cup donde empató 2 y perdió 6 partidos.

### Club Atlético Bucaramanga(2023-2024)
El 2 de diciembre de 2023, fue confirmado como entrenador de Atlético Bucaramanga 
El 15 de junio del 2024 en el Estadio Nemesio Camacho El Campín, se consagró como campeón de la primera división del fútbol profesional colombiano por primera vez en la historia del club, después de 75 años de historia.

## Selección nacional
- Debutó en la selección de fútbol de Venezuela en un partido amistoso disputado contra Colombia el 19 de mayo de 1993 disputado en el Estadio Nemesio Camacho El Compín de Bogotá con resultado de 1-1.

- Debutó en una Copa América contra Ecuador el 15 de junio de 1993 disputado en el Estadio Olímpico Atahualpa de Quito con derrota de su equipo de 1-6, disputando los 90 minutos.

- Su primer gol con la selección, y el primero de un portero venezolano en un partido de Pre-Mundial, fue de tiro libre[47] el 9 de octubre de 1996, en San Cristóbal en el Pueblo Nuevo, frente a Argentina disputando los 90 minutos. En choque en el que también Giovanni Savarese vulneró la meta albiceleste, en derrota 5 por 2 de los Venezolanos.

- Durante las eliminatorias para el Mundial de Corea-Japón 2002, participó en el histórico equipo vinotinto que derrotó por primera vez a un grande del fútbol sudamericano como lo es Uruguay, por 2 goles a 0 en el José Encarnación "Pachencho" Romero de Maracaibo, y ganar por primera vez de vista a Chile por 2 goles a 0 en el Estadio Nacional de Santiago de Chile. A partir de entonces el fútbol venezolano es visto con otros ojos.

### Resumen
| Detalle                  | Juegos | Goles recibidos |
| ------------------------ | ------ | --------------- |
| Copa América             | 8      | (22)            |
| Eliminatorias al Mundial | 30     | (60)            |
| Amistosos                | 16     | (27)            |
| Total                    | 54     | (109)           |

### Participaciones en Copa América
| Copa América      | Sede     | Resultado    | PJ | Goles |
| ----------------- | -------- | ------------ | -- | ----- |
| Copa América 1993 | Ecuador  | Primera fase | 1  | (6)   |
| Copa América 1995 | Uruguay  | Primera fase | 1  | (4)   |
| Copa América 1997 | Bolivia  | Primera fase | 3  | (5)   |
| Copa América 2001 | Colombia | Primera fase | 3  | (7)   |

- En la Copa América 1993 participó en 1 partido Venezuela 1-6 Ecuador, disputando los 90 minutos.

- En la Copa América 1995 participó en 1 partido Venezuela 1-4 Uruguay, disputando los 90 minutos.

- En la Copa América de 1997 participó en los 3 partidos Venezuela 0-1 Bolivia, Venezuela 0-2 Uruguay y Venezuela 0-2 Perú disputando 270 minutos.

- En la Copa América del 2001 participó en los 3 partidos Venezuela 0-2 Colombia, Venezuela 0-1 Chile y Venezuela 0-4 Ecuador disputando 270 minutos.

#### Como entrenador
| Copa América            | Sede           | Resultado        |
| ----------------------- | -------------- | ---------------- |
| Copa América Centenario | Estados Unidos | Cuartos de final |
| Copa América 2019       | Brasil         | Cuartos de final |

### Participaciones en Eliminatorias al Mundial
| Eliminatorias    | Resultado  | PJ | Goles  |
| ---------------- | ---------- | -- | ------ |
| Eli.Mundial 1998 | 10.º Lugar | 15 | 1 (28) |
| Eli.Mundial 2002 | 9.º Lugar  | 8  | 0 (19) |
| Eli.Mundial 2006 | 8.º Lugar  | 7  | 0 (13) |

## Estadísticas como jugador

### Clubes
| Club                                    | Temporada           | Liga                | Liga        | Liga        | Copas Internacionales | Copas Internacionales | Total | Total |
| Club                                    | Temporada           | Div.                | PJ.         | Goles       | PJ.                   | Goles                 | PJ.   | Goles |
| --------------------------------------- | ------------------- | ------------------- | ----------- | ----------- | --------------------- | --------------------- | ----- | ----- |
| Universidad de Los Andes FC · Venezuela | 1988-94             | 1.ª                 | Desconocido | Desconocido | 3                     | 0                     | 3     | 0     |
| Atlético Huila · Colombia               | 1994                | 1.ª                 | 22          | 0           | Inexequible           | Inexequible           | 22    | 0     |
| Atlético El Vigía · Venezuela           | 1994                | 1.ª                 | Desconocido | Desconocido | Inexequible           | Inexequible           | 0     | 0     |
| Unicol FC · Venezuela                   | 1995                | 1.ª                 | Desconocido | Desconocido | Inexequible           | Inexequible           | 0     | 0     |
| Santa Fe · Colombia                     | 1995-97             | 1.ª                 | 88          | 3           | 1                     | 0                     | 89    | 3     |
| Quilmes AC Argentina                    | 1997                | 2.ª                 | 17          | 1           | Inexequible           | Inexequible           | 17    | 1     |
| Atlético Zulia · Venezuela              | 1998                | 1.ª                 | 18          | 1           | 3                     | 0                     | 21    | 1     |
| Deportivo Cali · Colombia               | 1998-01             | 1.ª                 | 142         | 11          | 27                    | 0                     | 169   | 11    |
| Millonarios · Colombia                  | 2001-02             | 1.ª                 | 20          | 0           | 7                     | 0                     | 27    | 0     |
| Estudiantes de Mérida · Venezuela       | 2002                | 1.ª                 | Desconocido | Desconocido | Inexequible           | Inexequible           | 0     | 0     |
| UA Maracaibo · Venezuela                | 2003-04             | 1.ª                 | 35          | 1           | 6                     | 0                     | 41    | 1     |
| Cortuluá · Colombia                     | 2004                | 1.ª                 | 17          | 0           | Inexequible           | Inexequible           | 17    | 0     |
| Deportivo Tachira · Venezuela           | 2005                | 1.ª                 | 14          | 0           | 4                     | 0                     | 18    | 0     |
| Mamelodi Sundowns Sudáfrica             | 2005-06             | 1.ª                 | 7           | 0           | Inexequible           | Inexequible           | 7     | 0     |
| Estudiantes de Mérida · Venezuela       | 2007                | 2.ª                 | 20          | 3           | Inexequible           | Inexequible           | 20    | 3     |
| América de Cali · Colombia              | 2007-08             | 1.ª                 | 12          | 0           | 1                     | 0                     | 13    | 0     |
| Estudiantes de Mérida · Venezuela       | 2008-09             | 1.ª                 | 20          | 0           | Inexequible           | Inexequible           | 20    | 0     |
| Real Esppor · Venezuela                 | 2009-10             | 1.ª                 | 10          | 0           | Inexequible           | Inexequible           | 10    | 0     |
| Total en su carrera                     | Total en su carrera | Total en su carrera | 442         | 20          | 52                    | 0                     | 494   | 20    |

### Selección nacional
| Selección          | Año                | Amistosos | Amistosos | Copa América | Copa América | Eliminatorias Mundialistas | Eliminatorias Mundialistas | Total | Total |
| Selección          | Año                | Part.     | Goles     | Part.        | Goles        | Part.                      | Goles                      | Part. | Goles |
| ------------------ | ------------------ | --------- | --------- | ------------ | ------------ | -------------------------- | -------------------------- | ----- | ----- |
| Venezuela Olímpica |                    |           |           |              |              |                            |                            |       |       |
| 1996               | --                 | --        | --        | --           | 7            | 0                          | 7                          | 0     |       |
| Total              | 0                  | 0         | 0         | 0            | 7            | 0                          | 7                          | 0     |       |
| Venezuela Mayores  |                    |           |           |              |              |                            |                            |       |       |
| 1993               | 2                  | 0         | 1         | 0            | --           | --                         | 3                          | 0     |       |
| 1995               | 2                  | 0         | 1         | 0            | --           | --                         | 3                          | 0     |       |
| 1996               | 1                  | 0         | --        | --           | 6            | 1                          | 7                          | 1     |       |
| 1997               | --                 | --        | 3         | 0            | 9            | 0                          | 12                         | 0     |       |
| 1999               | 1                  | 0         | --        | --           | --           | --                         | 1                          | 0     |       |
| 2000               | 2                  | 0         | --        | --           | 3            | 0                          | 5                          | 0     |       |
| 2001               | 1                  | 0         | 3         | 0            | 4            | 0                          | 8                          | 0     |       |
| 2004               | 2                  | 0         | --        | --           | 2            | 0                          | 4                          | 0     |       |
| 2005               | 3                  | 0         | --        | --           | 5            | 0                          | 8                          | 0     |       |
| 2007               | 2                  | 0         | --        | --           | --           | --                         | 2                          | 0     |       |
| 2010               | 1                  | 0         | --        | --           | --           | --                         | 1                          | 0     |       |
| Total              | 17                 | 0         | 8         | 0            | 29           | 1                          | 54                         | 1     |       |
| Total en Venezuela | Total en Venezuela | 17        | 0         | 8            | 0            | 36                         | 1                          | 61    | 1     |

### Resumen
| Competición         | Partidos | Goles |
| ------------------- | -------- | ----- |
| Primera División    | +91      | +2    |
| Primera División    | 302      | 14    |
| Liga Sudafricana    | 7        | 0     |
| Primera B Nacional  | 17       | 1     |
| Segunda División    | 20       | 3     |
| Pre Libertadores    | 2        | 0     |
| Copa Libertadores   | 33       | 0     |
| Copa Sudamericana   | 1        | 0     |
| Copa Merconorte     | 15       | 0     |
| Copa Conmebol       | 1        | 0     |
| Copa Venezuela      | 5        | 0     |
| Selección Venezuela | 54       | 1     |
| Total en su Carrera | 548      | 21    |

## Estadísticas como entrenador
| Equipo                            | Desde                   | Hasta                   | Record | Record | Record | Record | Record      |
| Equipo                            | Desde                   | Hasta                   | PJ     | PG     | PE     | PP     | Efectividad |
| --------------------------------- | ----------------------- | ----------------------- | ------ | ------ | ------ | ------ | ----------- |
| Estudiantes de Mérida · Venezuela | 17 de mayo de 2010      | 17 de marzo de 2011     | 26     | 6      | 6      | 14     | 30.77%      |
| Selección Sub-17 · Venezuela      | 12 de mayo de 2012      | 8 de noviembre de 2013  | 13     | 3      | 5      | 5      | 35.9%       |
| ACD Lara · Venezuela              | 18 de diciembre de 2013 | 25 de noviembre de 2015 | 90     | 35     | 33     | 22     | 51.11%      |
| Selección Sub-20 · Venezuela      | 17 de agosto de 2015    | 15 de agosto de 2019    | 40     | 18     | 9      | 13     | 52.5%       |
| Selección Absoluta · Venezuela    | 1 de abril de 2016      | 4 de enero de 2020      | 35     | 9      | 15     | 11     | 40%         |
| Atlético Mineiro · Brasil         | 4 de enero de 2020      | 26 de febrero de 2020   | 10     | 4      | 3      | 3      | 50%         |
| Universidad de Chile · Chile      | 5 de noviembre de 2020  | 5 de junio de 2021      | 26     | 8      | 12     | 6      | 46.15%      |
| Deportivo Cali · Colombia         | 7 de septiembre de 2021 | 1 de julio de 2022      | 55     | 18     | 19     | 18     | 44.25%      |
| Necaxa · México                   | 16 de mayo de 2023      | 27 de agosto de 2023    | 8      | 0      | 2      | 6      | 8.33%       |
| Atlético Bucaramanga · Colombia   | 1 de diciembre de 2023  | 27 de noviembre de 2024 | 58     | 28     | 17     | 13     | 58.05%      |
| Deportivo Pereira · Colombia      | 1 de abril de 2025      | presente                | 19     | 10     | 6      | 3      | 63.16%      |
| Consolidado Total                 | Consolidado Total       | Consolidado Total       | 379    | 139    | 127    | 113    | 47.85%      |

## Palmarés

### Como jugador

#### Campeonatos nacionales
| Título              | Equipo                   | País      | Año       |
| ------------------- | ------------------------ | --------- | --------- |
| Liga Venezolana     | Universidad de Los Andes | Venezuela | 1990-1991 |
| Liga Venezolana     | Atlético Zulia           | Venezuela | 1997-1998 |
| Categoría Primera A | Deportivo Cali           | Colombia  | 1998      |
| Liga Sudafricana    | Mamelodi Sundowns        | Sudáfrica | 2005-2006 |

#### Campeonatos internacionales
| Título          | Equipo      | Sede     | Año  |
| --------------- | ----------- | -------- | ---- |
| Copa Merconorte | Millonarios | Colombia | 2001 |

### Como entrenador

#### Campeonatos nacionales
| Título              | Equipo               | País     | Año  |
| ------------------- | -------------------- | -------- | ---- |
| Torneo Finalización | Deportivo Cali       | Colombia | 2021 |
| Torneo Apertura     | Atlético Bucaramanga | Colombia | 2024 |

## Plano personal

### Vida personal
Rafael Dudamel creció en el seno de una familia clase media de origen venezolano, originarios de los estados Lara y Yaracuy; sus padres son Rafael Edgar Dudamel Lucena y María Marisol Ochoa Jiménez. Dudamel obtuvo la nacionalidad colombiana por naturalización después de años de carrera futbolística en Colombia. Se encuentra radicado en la ciudad de Cali, Colombia desde el año 2015, donde se ha desempeñado como jugador y entrenador.
Sus hijas mayores Amanda Dudamel y Victoria Dudamel producto de su primer matrimonio, son venezolanas nacidas en Mérida, al igual que la madre de estas la agente inmobiliaria Nahir Newman Torres, y criadas entre la ciudad de Mérida y San Felipe, Yaracuy. Su hija mayor Amanda Dudamel Newman fue coronada como Miss Venezuela 2021 el 28 de octubre de 2021 en Caracas, Venezuela; en representación de la Región Andina, banda que competía por primera vez en la historia del certamen; posteriormente se consagró como primera finalista del Miss Universo 2022 el 14 de enero de 2023, en Nueva Orleans, título más grande alcanzado por su país desde la participación de María Gabriela Isler, Miss Universo 2013.
Su actual segunda esposa Carolina Duque, es una arquitecta colombiana, nacida en Cali y sus dos hijos varones menores con esta, Salvador y Rafael, son nacidos en Colombia y tienen ambas nacionalidades la venezolana y la colombiana.

### Presencia en los medios
El yaracuyano ha incursionado en mundo de la televisión como comentarista de fútbol. Lo hizo durante la Copa del Mundo 2006, en donde compartió transmisión con Luis Omar Tapia, Richard Páez, Diego Balado, entre otros. Asimismo, ha participado para la cadena colombiana Gol Caracol en las eliminatorias a Catar 2022 y la Copa América USA 2024.